# Batalla de los Fuertes de la Barrera
La Batalla de los Fuertes de la Barrera (también conocida como la Batalla de los Fuertes del Río de las Perlas) fue librada entre las fuerzas estadounidenses y chinas en el Río de las Perlas, Cantón, China en noviembre de 1856 durante la segunda guerra del Opio. La Armada de los Estados Unidos lanzó una guerra anfibia contra una serie de cuatro fuertes conocidos como las Fortalezas de la Barrera cerca de la ciudad de Cantón. Fue considerada una batalla importante por los británicos, cuyo interés radicaba en capturar Cantón.

## Antecedentes
Navegando frente a la costa china, el USS Portsmouth y el USS Levant recibieron noticias del comienzo de la segunda guerra del Opio. A las dos balandras de guerra se les encomendó la tarea de proteger las vidas de los estadounidenses al desembarcar un destacamento de 150 hombres de marines y marineros en Cantón.
Después de un desembarco pacífico, los estadounidenses ocuparon la antigua ciudad. Bajo el mando del comodoro James Armstrong y del capitán Henry H. Bell, el USS San Jacinto llegó al puerto de Cantón y se enteró de la ocupación. El San Jacinto luego desembarcó una parte en la costa.
El 15 de noviembre de 1856, después de una breve estancia y ningún contacto militar, la fuerza se retiró de la ciudad. Durante la retirada, el comandante Andrew H. Foote del Portsmouth remó hasta su barco. Mientras remaba más allá de las fortalezas del Río de las Perlas, la guarnición china disparó varias veces contra el pequeño bote estadounidense,[cita requerida] pero la retirada continuó. Al día siguiente, los marineros de Estados Unidos habían elaborado un plan para atacar las ciudadelas de Cantón en represalia por el ataque chino contra el Comandante Foote.

## Batalla

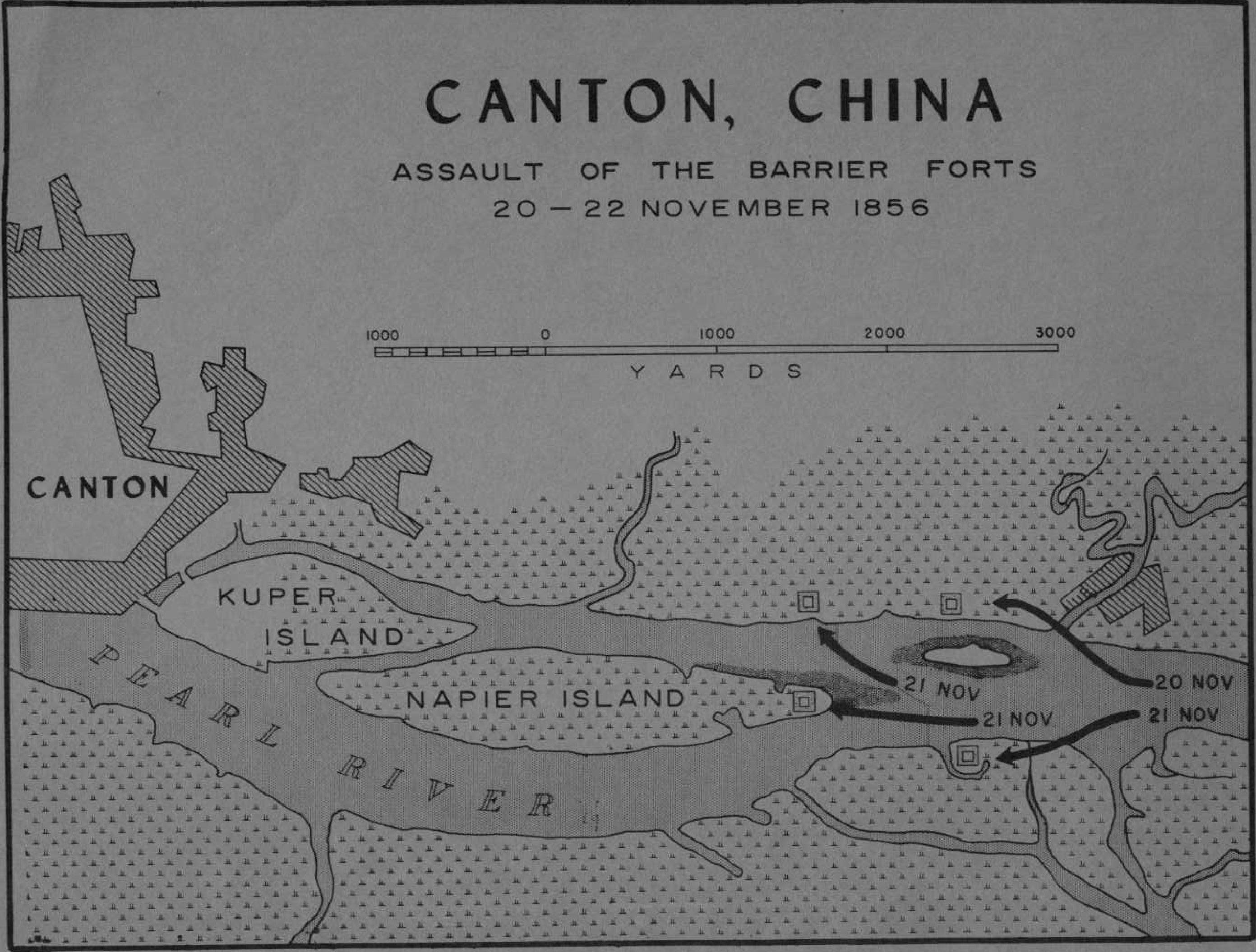
Mapa del asalto a los Fuertes de la Barrera, 20-22 de noviembre.

Ahora una fuerza de una fragata de hélice y dos escuadrones de guerra, el escuadrón naval bajo el mando de James Armstrong hizo su camino hasta el Río de las Perlas y lanzó un ataque contra los fuertes costeros de Cantón. USS Portsmouth se acercó a la más cercana de las cuatro ciudadelas y disparó la salva inicial el 16 de noviembre.
Durante dos horas, su bombardeo continuó hasta que las agresiones chinas fueron silenciadas. Después de este primer enfrentamiento, los funcionarios chinos y estadounidenses decidieron tratar de resolver el asunto diplomáticamente. Esto falló y el 20 de noviembre, el comodoro Armstrong ordenó a sus barcos disparar de nuevo en dos fuertes chinos más. Este bombardeo duró hasta que las agresiones chinas se debilitaron levemente, después de lo cual el Levant, comandado por William N. Smith, recibió 22 balas de cañón en sus velas, aparejos y casco. Bajo la protección del fuego de sus naves, un grupo de 287 tropas lideradas por Foote aterrizaron sin oposición. A la cabeza de esta fuerza se encontraban unos 50 infantes de marina bajo mando del capitán John D. Simms y un pequeño destacamento de marineros. Rápidamente capturaron el primer fuerte enemigo, luego usaron sus 53 armas para atacar y capturar el segundo fuerte.
Al tomar la segunda posición, los chinos lanzaron varios contraataques con unos 3000 soldados del ejército Qing de Cantón. En unos pocos días más de intenso combate hasta el 24 de noviembre, la fuerza estadounidense, con la ayuda del bloqueo, hizo retroceder al ejército chino atacante, matando e hiriendo a docenas de atacantes, capturando otros dos fuertes y lanzando 176 armas enemigas.
Las bajas chinas fueron aproximadamente de 250 a 500 muertos o heridos. Las fuerzas terrestres estadounidenses sufrieron siete muertos y 22 heridos. El USS Levant sufrió un muerto y seis heridos en su intercambio con los fuertes del Río de las Perlas. El Portsmouth fue golpeado 18 veces y el Levant 22 veces, pero ninguno resultó gravemente dañado.

## Consecuencias
Después del ataque de James Armstrong contra las fortificaciones chinas, los esfuerzos diplomáticos comenzaron de nuevo y los gobiernos estadounidense y chino firmaron un acuerdo para la neutralidad estadounidense en la segunda guerra del Opio. Esto puso fin a la participación de Estados Unidos en el conflicto hasta 1859, cuando el comodoro Josiah Tattnall en el buque de vapor alquilado Towey Wan participó en la Batalla de los Fuertes de Taku, que finalmente no tuvo éxito. En 1857, los británicos y los franceses usarían el Río de las Perlas para atacar Cantón desde el agua, lo que resultaría en la Batalla de Cantón. La apertura de América a Asia continuó en la década de 1860 con el conflicto, como la Batalla de Shimonoseki y seguido de un bombardeo, así como una expedición a Corea en la década de 1870.